# Poznań
Poznań [ˈpɔznaɲ] (fil) (tyska och äldre svenska: Posen, latin: Posnania, jiddisch: פּױזן (Pojzn)) är en storstad belägen i västra Polen, vid floden Warta 270 kilometer väster om Warszawa. Stadskommunen hade 546 829  invånare år 2014 och är därmed Polens femte största stad. Den är huvudstad i provinsen Storpolens vojvodskap och utgör administrativt en stad med powiatstatus. 
Poznańs utvidgade storstadsområde har inräknat omkringliggande städer och kommuner mellan 800 000 och drygt 1 miljon invånare, beroende på definition: Eurostat angav 2012 storstadsområdets (Larger Urban Zone) befolkning till 963 332 invånare.
Poznań är som största stad i den tätbefolkade regionen, med sitt historiska arv och strategiska läge mellan Warszawa och Berlin, ett viktigt centrum för näringsliv, transporter, utbildning och kultur i västra Polen. Adam Mickiewiczuniversitetet i Poznań (Uniwersytet im. Adama Mickiewicza w Poznaniu, UAM) är ett av de största universiteten i Polen.
Under den polska statens äldsta historia var Poznań rikets huvudstad, som viktigaste ort i landskapet Storpolen som blev kärnlandet i Polen under tidig medeltid. Från 1793 till 1918 tillhörde staden kungariket Preussen, 1871–1918 därmed även Tyska kejsardömet. Från 1815 var staden huvudstad i en preussisk provins med namnet Posen och ett storhertigdöme under huset Hohenzollern. Större delen av provinsen övergick till den nybildade polska republiken efter första världskriget. Det administrativa området på den polska sidan som före 1793 tillhörde Storpolens hertigdöme, fick under mellankrigstiden namnet vojvodskapet Poznań. Den västra, tyska delen av provinsen kom att ingå i den 1922 upprättade tyska provinsen Grenzmark Posen-Westpreussen med huvudstad i Schneidemühl (Piła).

## Geografi

### Belägenhet
- Stadens area: 261,3 km² (2002)
- Geografisk belägenhet:
  - 52°17'34N–52°30'27N
  - 16°44'08Ö–17°04'28Ö
- Högsta punkt: Morasko (157 meter över havet)
- Lägsta punkt: Warta floddal (60 meter över havet)

## Stadens namn
På polska heter staden även Stołeczne Miasto Poznań, och det namnet används vid högtidliga tillfällen. På tyska heter staden Posen (Haupt- und Residenzstadt Posen mellan 20 augusti 1910 och 28 november 1918) och på latin Posnania eller civitas Posnaniensis ("Staden Poznań").
De tidigaste omgivande referenserna till staden var av Thietmar av Merseburg i hans krönika: episcopus Poznaniensis ("Biskopen av Poznań", 970) och ab urbe Poznani (av eller från staden Poznań, 1005).
Tidigare stavningar var Posna eller Posnan.
Namnet kommer troligtvis från personnamnen Poznan och det skulle betyda Poznans stad. Det är också möjligt att namnet kommer direkt från verbet poznać som betyder ska veta eller att känna igen.

## Historia

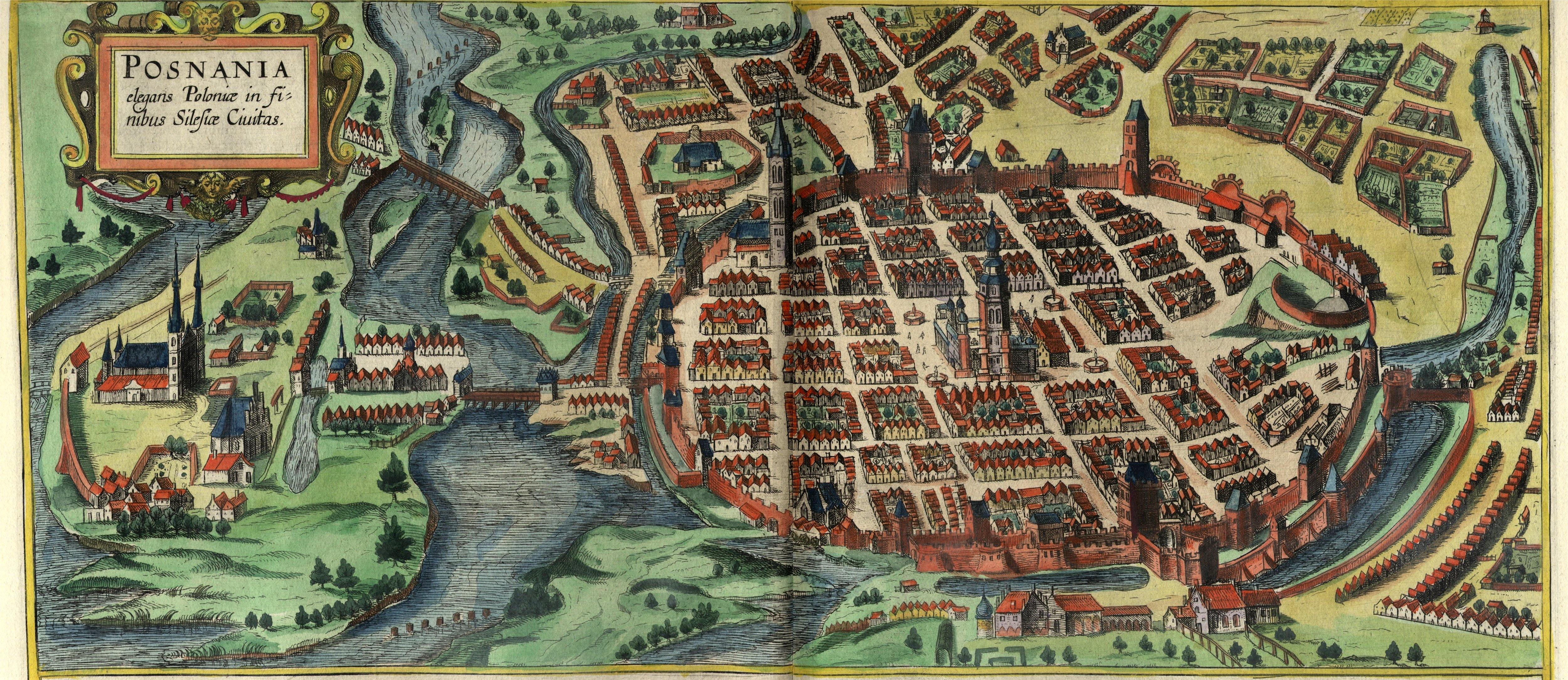
Poznań i Civitates orbis terrarum, 1617

Mieszko I, den första kända hertigen av Polen, byggde ett av sina slott i Poznań. St. Peter och St. Pauls basilikakatedral är den äldsta polska katedralen och är byggd i Poznań under den andra halvan av 900-talet. Staden blev 968 biskopssäte och senare huvudstaden för Storpolen. Mieszko I:s son, Boleslav I, blev krönt kung år 1025 och Kungariket Polen grundades. Storpolen blev "vaggan för den polska staten" och både Mieszko I och Boleslav I är begravda i Poznań.
1253 grundade nuvarande staden Posen på Warthes västra strand av tyska kolonister, och staden erhöll magdeburgsk statsrätt. På 1400-talet förpolskades staden genom inflyttade polacker.
Akademia Lubrańskiego, det andra polska universitetet (inte ett "fullt" universitet, egentligen, forskarstudenter fick åka till Kraków) etablerades här år 1519.
Staden var belägrad av svenska trupper i sex år mellan år 1707 och 1712.

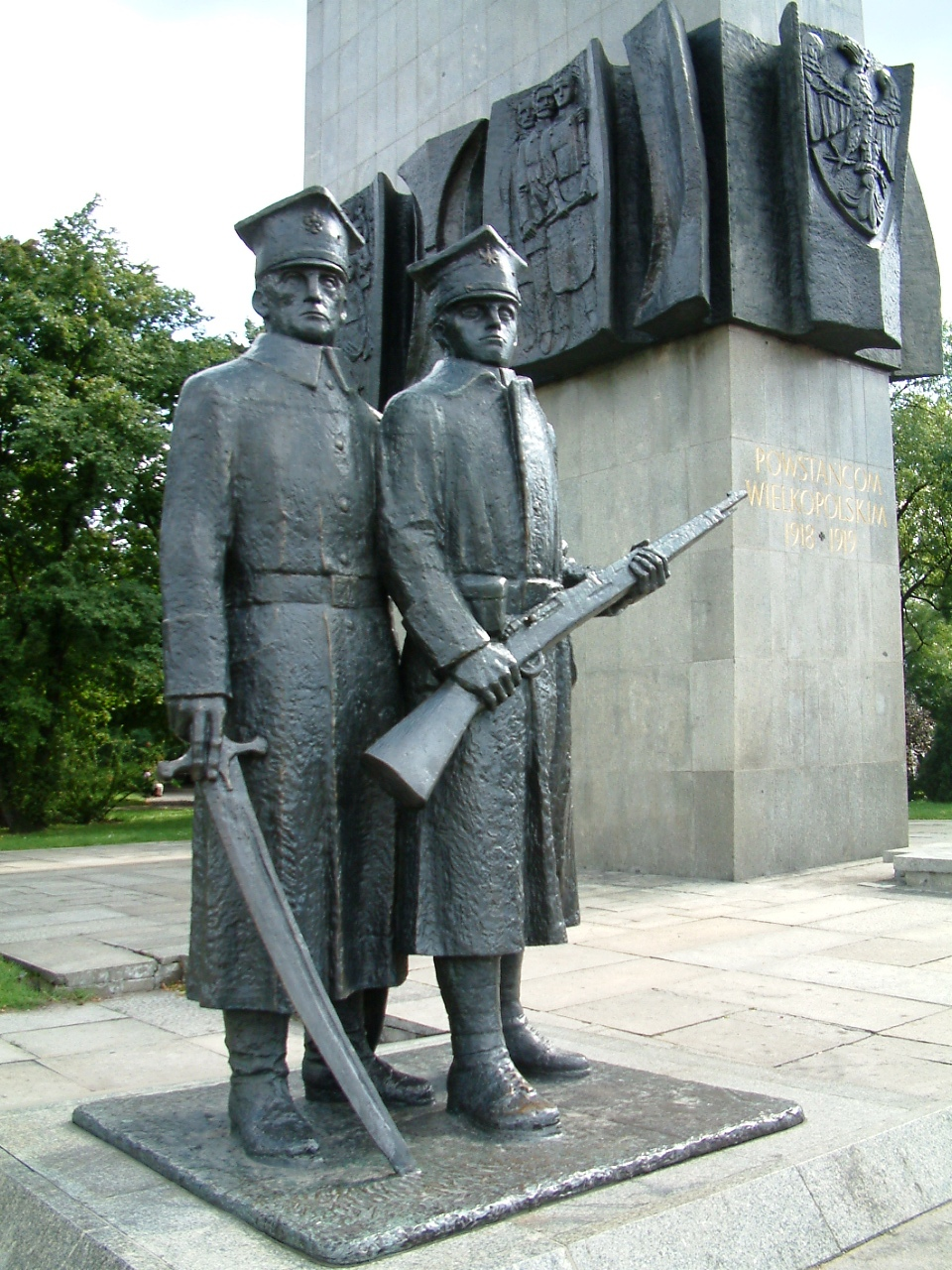
Staty föreställande soldater som deltog i det polska upproret mot Kejsardömet Tyskland i slutet av första världskriget.

Poznań var huvudstaden i Storpolens område när det kom under kontroll av Preussen i samband med Polens andra delning 1793 och fick sitt administrativa område ändrat till Sydpreussen. Staden blev en del av Hertigdömet Warszawa år 1807 och var huvudstad i Departament Poznański. Storpolen blev 1815 återlämnat till Preussen och Poznań blev huvudstad den preussiska provinsen Posen. 1 november 1918 anslöt sig staden till den återupprättade polska staten.
Staden ockuperades av Nazityskland under andra världskriget. Den tyska garnisonen kapitulerade till Röda armén 23 februari 1945 efter en månads belägring. Efter kriget blev staden del av Folkrepubliken Polen och den kvarvarande tyska befolkningen fördrevs.

### Juniresningen 1956
År 1956 var Poznań centrum för den första massiva folkliga protesten mot den kommunistiska regeringen i Polen, den så kallade Poznański Czerwiec ("Poznań juni"). Protesterna inleddes den 28 juni 1956 på arbetsplatser i staden och utvecklade sig under loppet av dagen till massdemonstrationer och oroligheter. Trupper sattes in på order av försvarsministern Rokossovskij och protesterna slogs blodigt ned. 74 personer dödades och flera hundra arresterades. I oktober tillträdde Władysław Gomułka som partichef i Polen. Han avbröt processerna mot de gripna och inledde reformer för att dämpa oron. Den illa tålde Rokossovskij försvann till Sovjetunionen.

### Invånarantal under historien
- 1600: omkring 20 000 invånare
- 1732: 4 000 invånare
- 1793: 15 000 invånare
- 1918: 156 091 invånare
- 1939: 274 155 invånare
- 1946: 268 000 invånare
- 2000: 572 900 invånare
- maj 2002: 578 900 invånare

2020 invånaruppskattning
- Poznań stad 584 500 (liten ökning)
- Poznańområdet 305 500 (märkbar ökning)
- Poznań storstadsområde 890 000

## Administrativ indelning

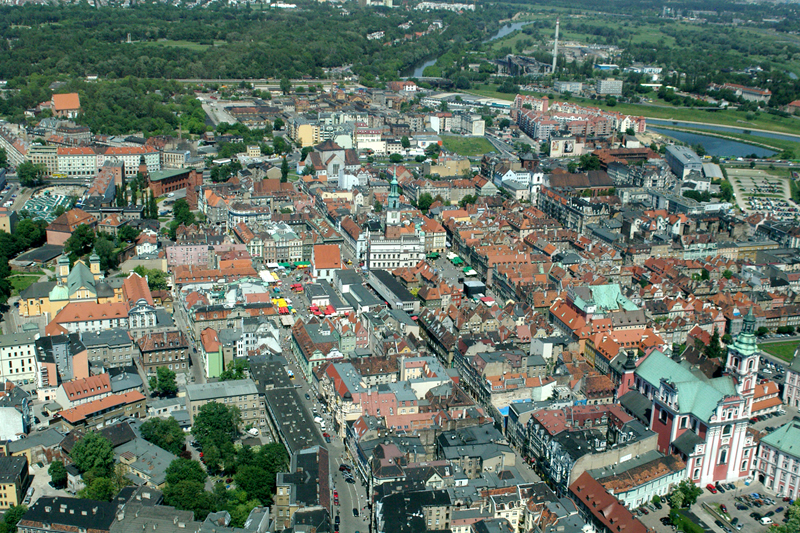
Flygbild över gamla stan i Poznań.

Poznańs storstadsområde, bestående av de autonoma städerna Poznań, Ostrów, Ostrówek, Środka, Chwaliszewo och Łacina blev integrerade i staden mellan 1793 och 1800. Den snabbt växande staden slöt in grannbyarna Grunwald, Łazarz, Górczyn, Jeżyce, Wilda och Winogrady år 1900 och Piątkowo och Rataje under senare år. Idag är Poznań indelad i fem distrikt, vilka senare är indelade i flera områden. Distrikten är:
- Stare Miasto (Gamla stan)
- Nowe Miasto
- Jeżyce
- Grunwald
- Wilda

## Sevärdheter
- Rådhuset från 1500-talet
- Stora torget (Stary Rynek)
- Poznańs kungliga slott

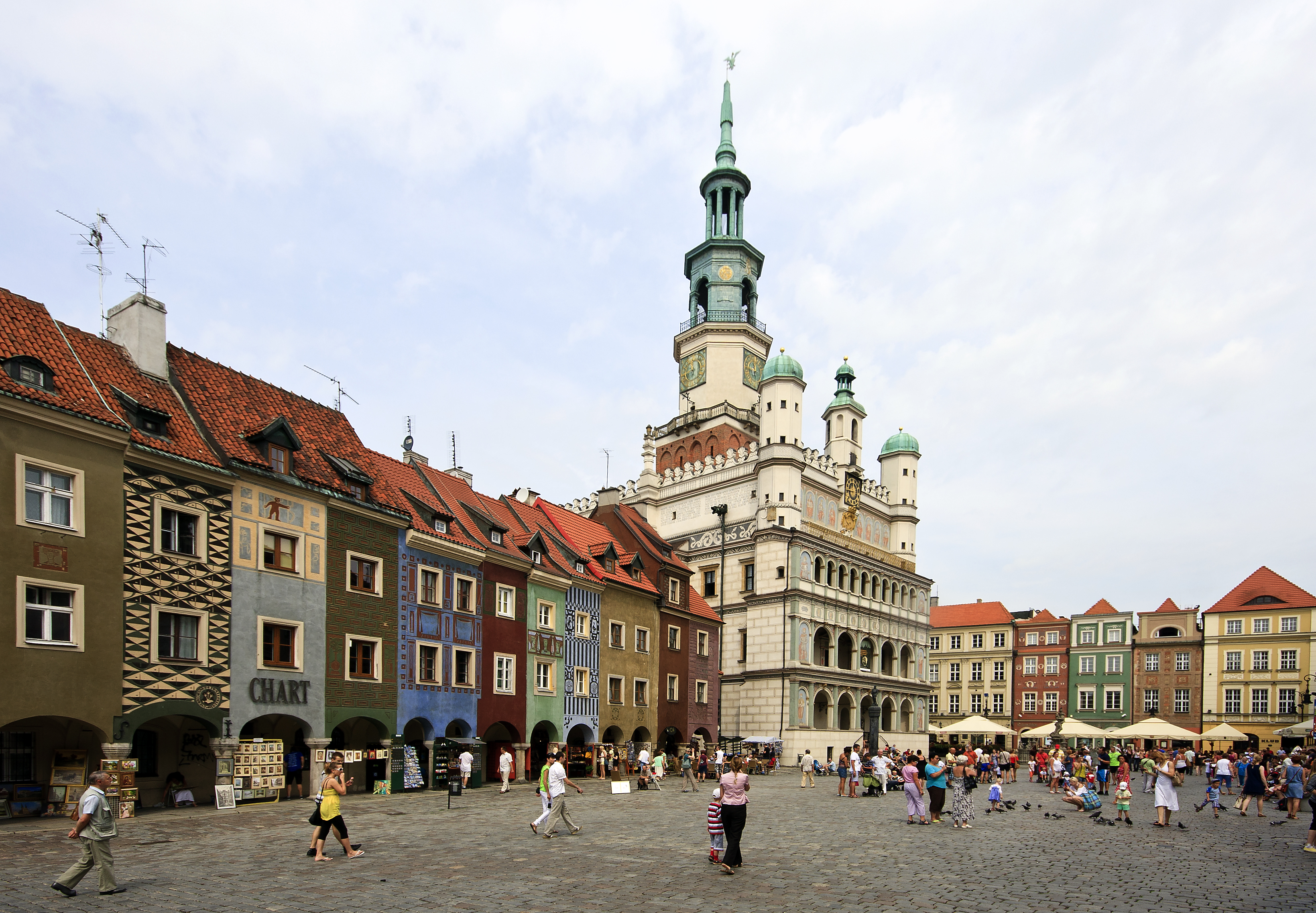
Rådhuset vid gamla marknadsplatsen.

- Domkyrkoön (Ostrów Tumski) med Peter-Paulkatedralen
- Stora Teatern (Teatr Wielki)

## Kultur
Den årliga Malta teaterfestival är troligtvis den mest berömda kulturhändelsen i staden. Det finns även Henryk Wieniawski fiolfestival som hålls vart femte år och en klassisk musikfestival som hålls årligen.

## Ekonomi
Poznań har varit ett viktigt centrum för handeln sedan medeltiden. Med start under 1800-talet har lokal tyngre industri växt. Flera stora fabriker byggdes, bland annat stålfabriken och järnvägsfabriken av Hipolit Cegielski.
Idag är Poznań ett av de största centren för handel med Tyskland. Flera västeuropeiska företag startar sina branscher i Poznań, eller i närliggande orter som Tarnowo Podgórne och Swarzędz.

## Transport
Poznań är en viktig järnvägsknut. Järnvägar går till bland annat Warszawa och Berlin. Den viktiga motorvägen A2 går också vid Poznań mellan Berlin och Warszawa.

## Utbildning

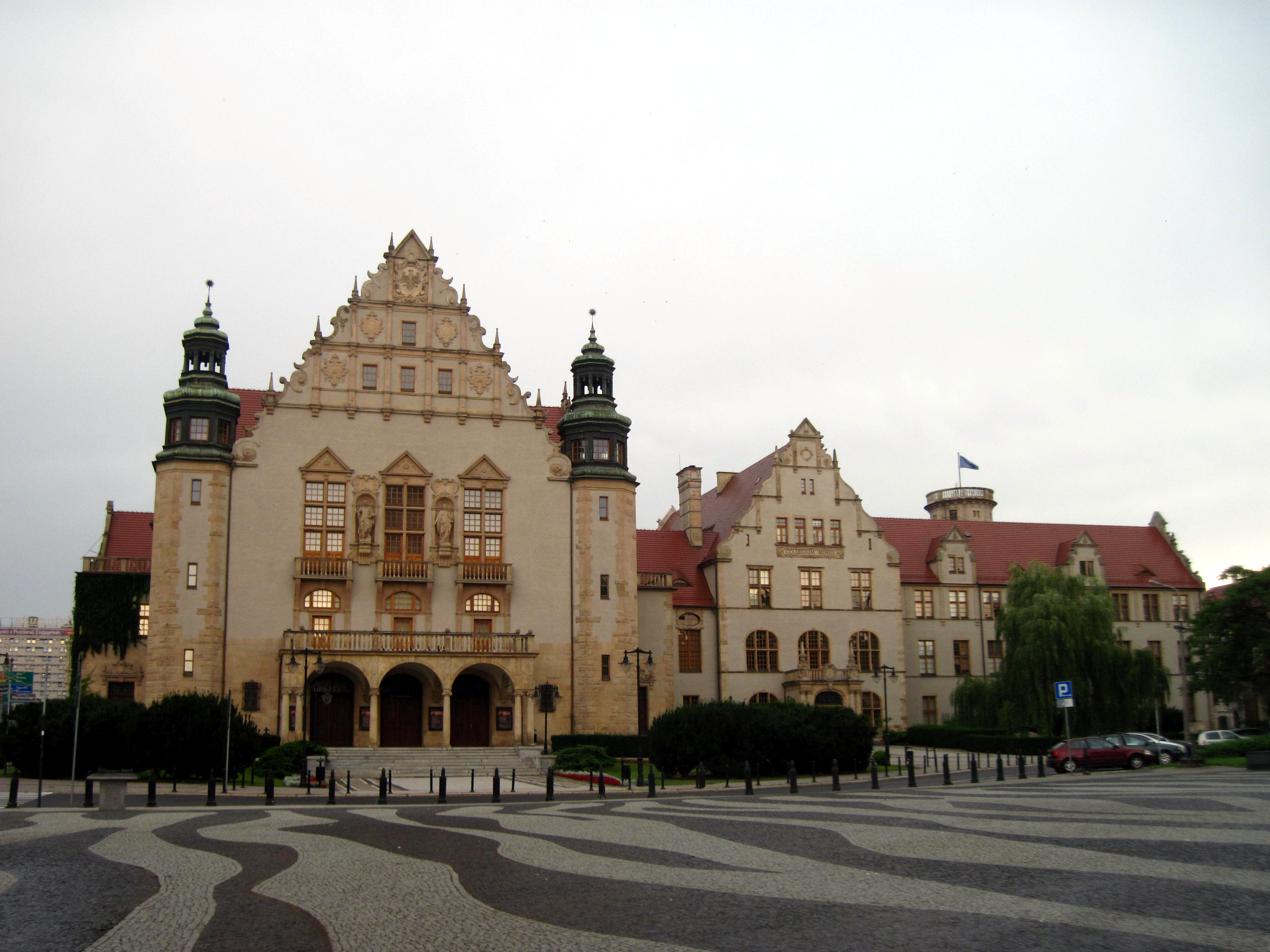
Collegium Minus (UAM)

Poznań är platsen för några statsägda universitet och ett antal mindre, mestadels privatägda högskolor och institutioner för högre utbildning. Adam Mickiewiczuniversitetet (UAM) är ett av de största i Polen.
- Politechnika Poznańska
- Akademia Medyczna im. Karola Marcinkowskiego w Poznaniu
- Adam Mickiewiczuniversitetet

## Sport

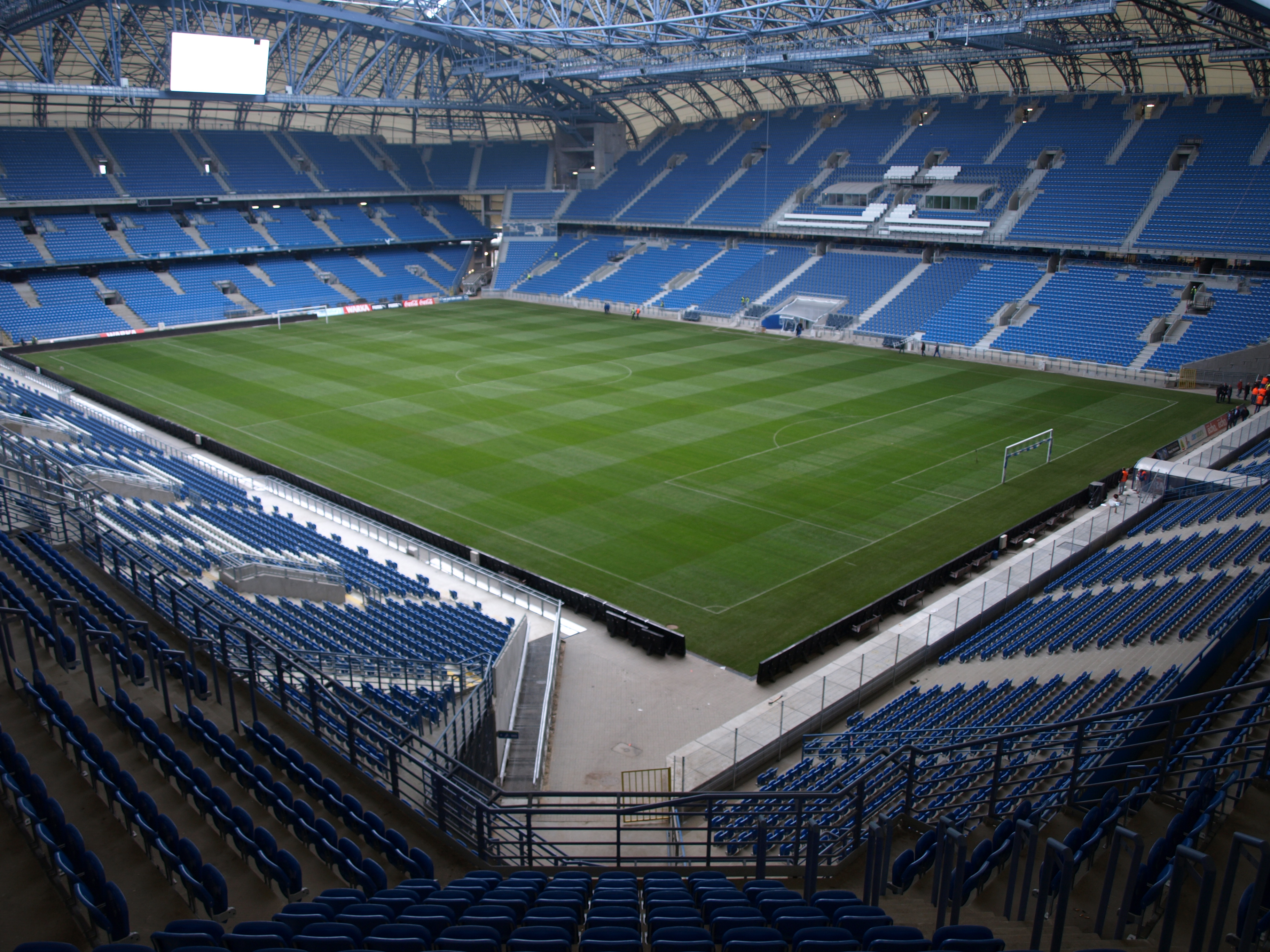
Poznańs stadion

Den största idrottsföreningen i staden är Lech Poznań (7 polska mästerskap).
Poznań var värd Europamästerskapet i basket för damer 1999, Europamästerskapet i basket för herrar 2009, Europamästerskapet i fotboll 2012.